# Batalla de Placentia
La batalla de Placentia se libró en 271 entre un ejército romano dirigido por el emperador Aureliano y un ejército invasor jutungo cerca de la actual Piacenza.

## Contexto
Desde el invierno de 270, el ejército romano estaba ocupado rechazando una invasión vándala en la frontera del Danubio. La expedición fue finalmente exitosa, pero los jutungos aprovecharon la oportunidad para invadir Italia durante la ausencia de dicho ejército romano.
Aureliano, que se encontraba en Panonia con un ejército para controlar la retirada de los vándalos, se trasladó precipitadamente a Italia. Al acercarse a Milán, recibió noticias de que el enemigo se dirigía al sudeste, tras salir de Placentia. Según el Anónimo Continuator de Dion Casio, Aureliano les envió un mensaje reclamando su rendición, que fue rehusada diciendo que si les quería desafiar, le mostrarían cómo luchan las gentes libres.

## La batalla
Los jutungos sorprendieron al agotado ejército romano en una emboscada en un bosque cerca de Placentia, derrotándolo.

## Consecuencias
Las noticias de esta humillante derrota produjeron dos breves motines militares. Mientras, los jutungos avanzaron por la Vía Emilia hacia Roma. Sin ninguna fuerza militar significativa entre los invasores y la capital, el pánico se extendió por la ciudad. Roma había por aquel entonces sobrepasado sus antiguas murallas y era poco defendible.
Según la Historia Augusta, en Roma se consultaron los libros sibilinos y se celebraron ceremonias religiosas para pedir la ayuda de los dioses. La ciudad se salvó tras la subsiguiente victoria de Aureliano en la batalla de Fano, que fue ampliamente festejada en la ciudad.